# 옥류관

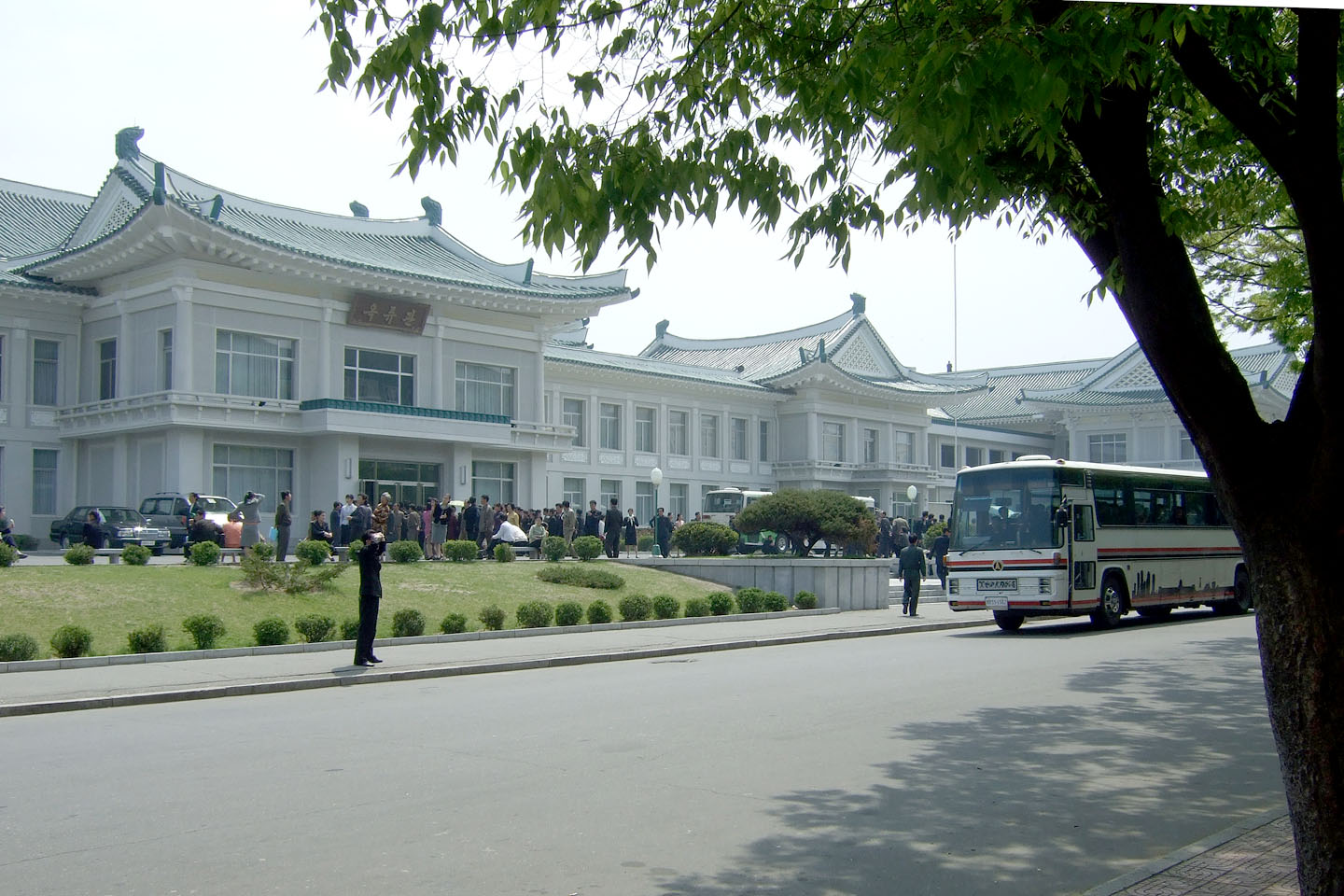
옥류관

옥류관(玉流館, 영어: Okryu-gwan 또는 Okryu Restaurant)은 평양시 중구역 대동강변에 자리잡고 있는 식당이다. 이 식당은 평양냉면과 평양온반이 유명하고 이 외에 다른 요리 등을 판매한다. 평양시 중구역 창전동에 위치하고 있으며 1960년 8월 15일에 해방절(광복절)을 기념하기 위해 준공 및 개업하였으며, 전통식 합각지붕으로 지은 2층 건물이다.
옥류관에서는 지난 2010년에 조선민주주의인민공화국 국방위원장인 김일성의 지시로 철갑상어와 자라 요리를 판매하고 건물 주변을 개건하였다. 또한 특별 요리 전문관이 문을 연 이후로는 피자와 스파게티 등 서양 음식도 추가로 주문할 수 있게 되었다. 조선민주주의인민공화국에서는 옥류관 외에도 고기를 직접 구어 봉사하는 모란각, 선교각(선교구역), 와우도각(남포특급시), 향산각(자강도 향산군), 신흥관(함흥시)처럼 전통방식을 고집하여 건설한 식당들이 많이 있다.
1999년 서울특별시 강남구의 특허청 근처에서 옥류관이라는 상호로 영업을 시작한 김영백은 평양에 있는 옥류관의 분점이라고 주장했으나 조선민주주의인민공화국의 옥류무역회사 대변인은 이 주장이 거짓이라고 했다. 당시 강남구에서 영업을 했던 옥류관의 평양냉면은 그 육수와 고명들이 우리나라에서 흔히 팔리는 그것들과 많이 달랐고 우리나라에서 평양냉면을 즐기던 사람들로부터 호응을 받지 못했다. 이 음식점은 길게 영업을 하지 못하고 폐업했는데 그 이유가 위 회사의 주장처럼 법적인 문제였는지 남측 입맛에 맞지 않았던 음식들 때문이었는지는 분명하지 않다.